# Saxifraga sinomontana
Saxifraga sinomontana là một loài thực vật có hoa trong họ Saxifragaceae. Loài này được J.T. Pan & Gornall mô tả khoa học đầu tiên năm 2000.